# Split Open 2024
Lo Split Open 2024 è stato un torneo maschile di tennis professionistico. È stata la 6ª edizione del torneo, facente parte della categoria Challenger 75 nell'ambito dell'ATP Challenger Tour 2024, con un montepremi di 73 000 €. Si è giocato dall'8 al 14 aprile 2024 sui campi in terra rossa del Firule Tennis Club di Spalato, in Croazia.

## Partecipanti

### Teste di serie
| Nazionalità          | Giocatore             | Ranking* | Testa di serie |
| -------------------- | --------------------- | -------- | -------------- |
| Ungheria             | Zsombor Piros         | 109      | 1              |
| Croazia              | Duje Ajduković        | 115      | 2              |
| Slovacchia           | Lukáš Klein           | 116      | 3              |
| Francia              | Quentin Halys         | 147      | 4              |
| Argentina            | Juan Manuel Cerúndolo | 153      | 5              |
| Bosnia ed Erzegovina | Damir Džumhur         | 159      | 6              |
| Slovacchia           | Alex Molčan           | 162      | 7              |
| Austria              | Filip Misolic         | 166      | 8              |

* Ranking al 1º aprile 2024.

### Altri partecipanti
I seguenti giocatori hanno ricevuto una wild card per il tabellone principale:
- Duje Ajduković
- Matej Dodig
- Luka Mikrut

I seguenti giocatori sono entrati in tabellone come alternate:
- Michael Geerts
- Tristan Lamasine
- Timofej Skatov
- Jiří Veselý

I seguenti giocatori sono passati dalle qualificazioni:
- Marko Topo
- Jonáš Forejtek
- Felix Gill
- Jakub Nicod
- Lorenzo Rottoli
- Elmer Møller

Il seguente giocatore è entrato in tabellone come lucky loser:
- Mathys Erhard

## Punti e montepremi
| Torneo    | Torneo              | V     | F     | SF    | QF    | 2T    | 1T  | Q | Q2  | Q1  |
| Singolare | Punti               | 75    | 44    | 22    | 12    | 6     | 0   | 4 | 2   | 0   |
| Singolare | Premi in denaro (€) | 9,880 | 5,820 | 3,450 | 2,000 | 1,165 | 720 | – | 360 | 185 |
| Doppio    | Punti               | 75    | 44    | 22    | 12    | –     | 0   | – | –   | –   |
| Doppio    | Premi in denaro (€) | 4,250 | 2,450 | 1,480 | 880   | –     | 500 | – | –   | –   |

## Campioni

### Singolare
Jozef Kovalík ha sconfitto in finale  Zsombor Piros con il punteggio di 6–4, 5–7, 7–5.

### Doppio
Jonathan Eysseric /  Bart Stevens hanno sconfitto in finale  Filip Bergevi /  Mick Veldheer con il punteggio di 0–6, 6–4, [10–8].